# Union dynastique
 (février 2023).
Si vous disposez d'ouvrages ou d'articles de référence ou si vous connaissez des sites web de qualité traitant du thème abordé ici, merci de compléter l'article en donnant les références utiles à sa vérifiabilité et en les liant à la section « Notes et références ».
Par union dynastique on entend (surtout dans le passé) le phénomène par lequel deux États souverains reconnaissent comme monarque propre le même souverain, choisi selon des règles communes. Cette union dynastique commence, en général, à la suite du mariage entre les héritiers des royaumes respectifs.
Néanmoins, il arrive parfois que l’union dynastique désigne le cas où deux royaumes ont le même souverain et pour souligner qu’il n’y a pas coïncidence entre les personnes physiques rois de deux royaumes, mais de l’identification des dynasties régnantes[pas clair].
Les historiens et constitutionnalistes distinguent :
- l’union personnelle quand deux ou plusieurs États, à la suite d'évènements dynastiques ou matrimoniaux, se trouvent avec le même chef d'État : généralement le roi ;
- l’union réelle quand deux ou plusieurs États conviennent, à la suite d'un traité, d’avoir un ou plusieurs organes constitutionnels communs, dont le souverain.

## Royaume de lapéninsule Ibérique

### Rois de Navarreet comtes d'Aragon
- 926 – 970 : García II de Navarre, alias García Sanchez Abarca
- 970 – 994 : Sanche II de Navarre, alias Sancho II Garcés Abarca
- 994 – 1000 : Garcia III de Navarre le Trembleur, alias García Sánchez II Abarca
- 1000 – 1035 : Sanche III de Navarre ou Sanche III Garcés dit le Grand

### Rois de Navarre et d'Aragon
- 1076 – 1094 : Sancho Ier d'Aragon (V de Navarre)
- 1094 – 1101 : Pierre Ier d'Aragon — conquit Huesca
- 1104 – 1134 : Alphonse Ier d'Aragon — conquit Saragosse

### Royaume de Castilleetroyaume de León
L’histoire de la couronne de Castille débute avec l’union et le royaume de Castille et de León s’unirent :
- En 1037, par action de Ferdinand Ier de León. À sa mort, en 1065, mais selon la tradition, les deux royaumes furent divisés entre ses fils.
- De 1072 à 1157, sous le règne de Alphonse VI de León et de Alphonse VII de León et Castille.
- En 1230, avec l'union de leurs Cortes (parlements). Ferdinand III de Castille devint roi de Castille et de León, unissant les deux royaume grâce à l’héritage sa mère Bérengère de Castille et au père Alphonse IX de León.

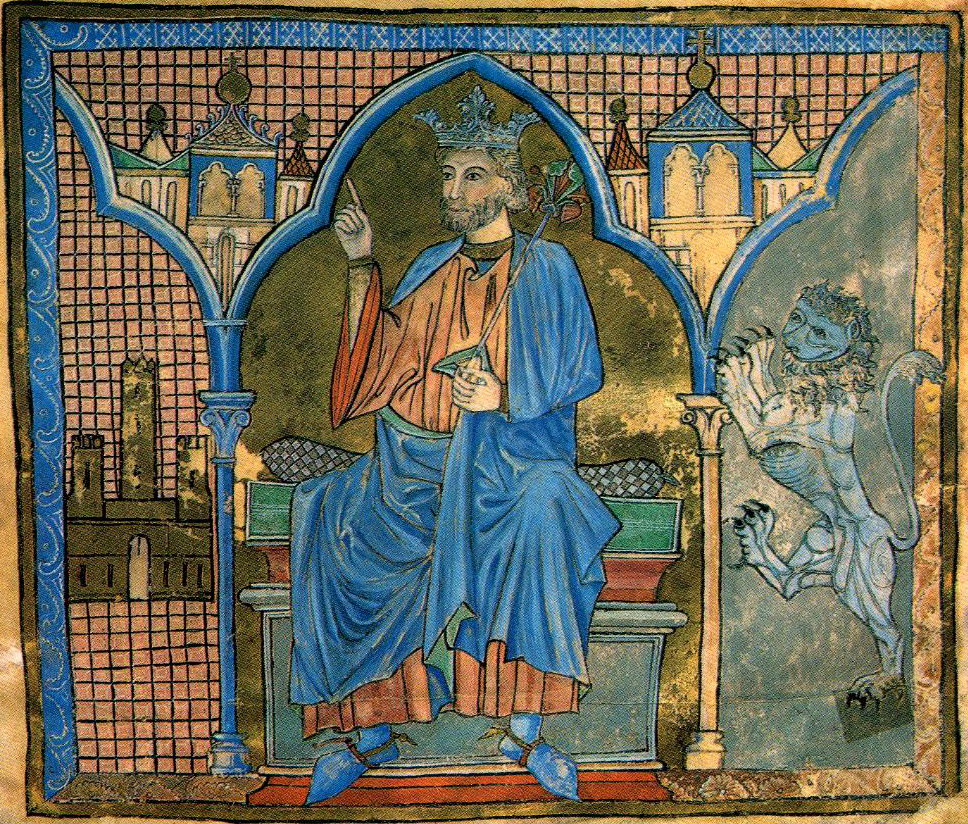
Miniature de la cathédrale de Saint-Jacques de Compostelle de Ferdinand III, roi de Castille et de Tolède (1217-1252) et de Galice et de Léon (1230-1252)

### Royaume d'Aragon et comté de Barcelone
Sous Raimond-Bérenger IV de Barcelone en 1137.

## Royaume desîles Britanniques

### Royaume d'Angleterre et duché de Normandie
En 1066, Guillaume le Conquérant, duc de Normandie, conquiert le royaume d'Angleterre et se proclame roi, après avoir vaincu les troupes anglo-saxonnes à la bataille d'Hastings le 14 octobre 1066.
Les années suivantes, quelques-uns des souverains d’Angleterre possédèrent également le titre de duc de Normandie:
- Guillaume le Conquérant
- Henri Ier d'Angleterre
- Henri II d'Angleterre
- Richard Ier d'Angleterre (dit « Cœur de lion »)
- Jean d'Angleterre (dit « Jean sans Terre »), jusqu’à 1204

### Royaume d'Angleterre et royaume d'Irlande
En 1542, parce que le bruit couru que les Irlandais se rangeraient sous l’autorité du pape plutôt qu’assujettis au seigneur d'Irlande (le souverain d'Angleterre), le roi d'Angleterre Henri VIII se proclama roi d'Irlande, mettant fin à la seigneurie d'Irlande et en fondant le royaume d'Irlande. De là et jusqu’en 1707, le royaume d'Angleterre et le royaume d'Irlande furent une union dynastique en la personne de leur souverain. En 1603 l'union personnelle s’étendit également au royaume d'Écosse.
En 1542, l'Irlande adopta un nouveau drapeau : la croix de Saint Patrice, qui sera l'emblème officiel du royaume d'Irlande jusqu’en 1801.

### Royaume d'Angleterre, royaume d'Irlande et royaume d'Écosse
L'union dynastique entre les trois royaumes d'Angleterre, d'Irlande et d'Écosse advint en 1603, quand le roi d'Écosse Jacques VI devint aussi roi d'Angleterre et roi d'Irlande sous le nom de Jacques Ier d'Angleterre, à la suite de la mort de la reine Élisabeth Ire d'Angleterre. Jacques fut ainsi le premier monarque à être souverain d'Angleterre, d'Écosse et d'Irlande.
Le 12 avril 1606, à la suite d'un décret du roi, le premier drapeau du Royaume-Uni circula sur les embarcations anglaises et écossaises ; il devint le drapeau officiel jusqu’en 1707.
L'union dynastique (ou union personnelle) entre les royaumes d'Angleterre et d'Écosse se termina de fait avec l'acte d'union proclamé en 1707 par la reine Anne, par lequel se réalise l’union territoriale et politique du royaume d'Angleterre et du royaume d'Écosse, qui formèrent le royaume de Grande-Bretagne.

### Royaume de Grande-Bretagne et royaume d'Irlande
De 1707, à la suite de l’acte d'union proclamé par la reine Anne d’Angleterre, l’union dynastique devint entre le nouveau royaume de Grande-Bretagne et le royaume d'Irlande (qui était précédemment en union personnelle avec l'Angleterre et l'Écosse). L'union personnelle entre Grande-Bretagne et Irlande se termina en 1801, quand le roi George III unit les royaumes de Grande-Bretagne et d'Irlande ; après l'acte d’union de 1800, le 1er janvier 1801, George III proclama le Royaume-Uni de Grande-Bretagne et d'Irlande en assumant le titre de roi du Royaume-Uni de Grande-Bretagne et d'Irlande.
En cette même année fut mise en circulation le nouveau drapeau, l’actuel Union Flag, qui unissant le drapeau de Grande-Bretagne et celui de l'Irlande (union de la croix de St George pour l'Angleterre, la croix de St André pour l’Écosse et la croix de St Patrice pour l’Irlande.

## Royaume de France et duché de Bourgogne
Le duc de Bourgogne, Henri 1er devint en 1029-1032 roi de France, mais cette union cessa en 1032

## Royaume de Pologne (1385-1569)etgrand-duché de Lituanie
Par l'union de Krewo (ou « union de Krevo ») la reine de Pologne Hedwige d'Anjou et le grand-duc Jagellon de Lituanie, signèrent un accord politico-dynastique qui conduisit à la fondation de l'union de Pologne-Lituanie. Le document fut signé dans la cité de Krewo le 14 août 1385 et fixait les points suivants :
- le mariage entre Hedwige de Pologne et Jagellon de Lituanie ;
- le couronnement de Jagellon comme roi de Pologne, connu par la suite comme roi Ladislas II Jagellon ;
- la conversion de Jagellon et autres nobles lituaniens au catholicisme romain ;
- la libération de tous les prisonniers chrétiens aux mains des Lituaniens ;
- l’union personnelle des territoires de Lituanie et de Pologne sous la souveraineté des monarques polonais pour l'éternité.

Cette union fut ensuite remplacée par l'union de Lublin.

## Royaumes scandinaves

### Union entre le Danemark, la Norvège et la Suède
L'union de Kalmar fut fondée en 1397 sous l'impulsion de la reine Marguerite, fille du roi danois Valdemar Atterdag et épouse du roi norvégien Hakon VI. Après avoir successivement gagné les trônes de Danemark, de Suède et de Norvège, elle fit élire son petit-neveu Éric de Poméranie roi des trois royaumes. L'union de Kalmar fut brisée en 1523 lors de la sécession de la Suède menée par Gustav Vasa.

### Union entre le Danemark et la Norvège
L'union entre le Danemark et la Norvège intervient à la suite de l'union de Kalmar après la sécession de la Suède et dure jusqu'en 1814 lorsque le Danemark cède la Norvège à la Suède (traité de Kiel).

### Union entre la Suède et la Norvège
En 1814, le traité de Kiel sépare les royaumes de Norvège et de Danemark. Après une courte période d'indépendance, la Norvège se lie à la Suède (royaumes unis de Suède et de Norvège) jusqu'en 1905 lorsqu'intervient la dissolution de la Suède-Norvège.

### Union entre le Danemark et l'Islande
L'Islande, liée à un serment de vasselage au royaume de Norvège datant de 1262, passe sous contrôle danois en 1814. Le mouvement d'indépendance mené notamment par Jón Sigurðsson lui permet d'obtenir un statut d'autonomie en 1874, puis finalement de devenir un royaume indépendant en 1918, mais qui garde le même roi que le Danemark, les deux pays ayant conclu un Acte d'Union, devant être renégocié 25 ans plus tard (en 1943).
Durant la Seconde Guerre mondiale, le Danemark occupé par l'Allemagne étant dans l'incapacité de négocier le traité d'union, l'Althing, le parlement islandais, déclare unilatéralement l'abrogation de l'union. Un référendum en 1944 approuve la fin de l'union et la fondation de la république.